# 肯塔基大学
肯塔基大学（英語：University of Kentucky）是位于美国肯塔基州莱克星顿的一所公立大学，始建于1865年，最初为在校学生达26000人，是肯塔基州最大的大学，和路易斯維爾大學是肯塔基州內仅有的兩所研究型大學。

## 历史

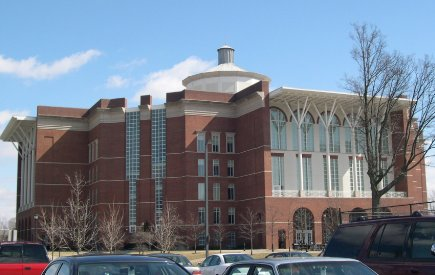
威廉·杨图书馆

1858年位于Georgetown的培根学院改名为Kentucky University，迁至Harrodsburg，但不久在南北战争中毁于战火。1865年校园被毁的Kentucky University与财政遇到困难的特兰西瓦尼亚大学合并，校名仍然为Kentucky Univeristy，校园则迁至特兰西瓦尼亚大学所在的莱克星顿。
在《土地拨赠法案》的资助下,（该法案规定每个州可以从联邦政府得到30000英亩的土地，用于建立教授军事、工程与农学的学院），肯塔基农工学院（Agricultural and Mechanical College of Kentucky）成立。1869年该学院授予第一个学位，同年詹姆斯·肯尼迪·派特森出任校长。
1878年，由于指导思想不和，学校分裂，一部分保留Kentucky University的名字，后来改回原名特兰西瓦尼亚大学，另一部分于1879年改名为肯塔基农业和机械学院，莱克星顿市为其提供额外资助，并捐赠了52英亩的土地（现在肯塔基大学校园的中心部分），即今肯塔基大学的前身。
1880年学校开设师范学院，开始招收女学生，但女生没有获得学位的资格。1888年才第一次授予女性学位。1904年第一座女生宿舍楼Patterson Hall建成，这也是中心校园之外的第一座建筑。住在这里的学生需要穿越一片积水的湿地（即现在的学生活动中心）才能到教室上课。Patterson Hall后被翻新，成为肯塔基大学现存最老的学生宿舍。
1908年学校改名为州立肯塔基大学。1910年担任四十年校长职务的詹姆斯·派特森退休。1916年学校改名为肯塔基大学。1949年黑人学生Lyman T. Johnson胜诉，得以进入研究生院就读。1954年起肯塔基大学废除对学生入学的种族要求。

## 學術
該大學共有16個學院、一個研究生院。提供近100個本科生課程、近100個研究生課程和60多個博士課程。國際排名在300-650之間。

## 外部連接
- 官方网站
- University of Kentucky Athletics website （页面存档备份，存于）
- Digitized images of the University of Kentucky from the Glass plate negative collection, 1898–1918 （页面存档备份，存于） housed at the University of Kentucky Libraries Special Collections Research Center

38°02′N 84°30′W / 38.033°N 84.500°W